# Mesquita d'Amr
La mesquita d'Amr (àrab: جامع عمرو, jāmiʿ ʿAmr) és la primera que es va edificar a Egipte. Malgrat les modificacions que ha patit l'edifici, històricament és un dels monuments islàmics més interessants de la ciutat del Caire. Forma part del conjunt arquitectònic conegut com a Caire històric, declarat Patrimoni de la Humanitat per la UNESCO. Porta el número 319 del catàleg de monuments islàmics gestionat pel Suprem Consell d'Antiguitats. Està situada al sud de l'antiga ciutat, al lloc del primitiu assentament dels conqueridors, al-Fustat. Molt proper al lloc conegut com el Caire Vell, on encara hi ha algunes esglésies cristianes, anteriors a l'arribada de l'islam.

## Altres noms
La mesquita d'Amr o d'Amr ibn al-As (جامع عمرو بن العاص, jāmiʿ ʿAmr ibn al-ʿĀṣ), també rep els noms de mesquita de la Conquesta (مسجد الفتح, masjid al-Fatḥ), de mesquita Antiga (المسجد العتيق, al-masjid al-ʿAtīq) i de Corona de les Mesquites (تاج الجوامع, Tāj al-Jawāmiʿ).

## Història
El general Amr ibn al-As, enviat pel califa Úmar ibn al-Khattab, va conquerir Egipte, que va quedar sota el seu domini. Amr va prendre la fortalesa de Babilònia, de la qual encara en queden restes importants, i va aixecar una nova ciutat al seu costat, anomenada al-Fustat. Immediatament, i seguint les ordres d'Úmar, va procedir a la fundació d'una mesquita, que ara encara porta el seu nom.
La mesquita d'Amr fou fundada en el 641. La mesquita original s'utilitzava per a l'oració de les tropes i no té res a veure amb l'edifici actual. Aquella primitiva construcció mesurava solament 17 x 29 m, i hom sap que era al costat de la casa d'Amr. En el decurs dels segles, va passar per nombroses modificacions, que li van anar canviant completament la fisonomia.

## Edifici

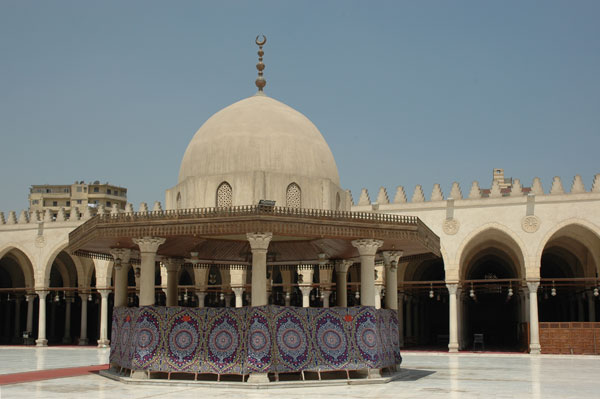
El pati amb la font d'ablucions.
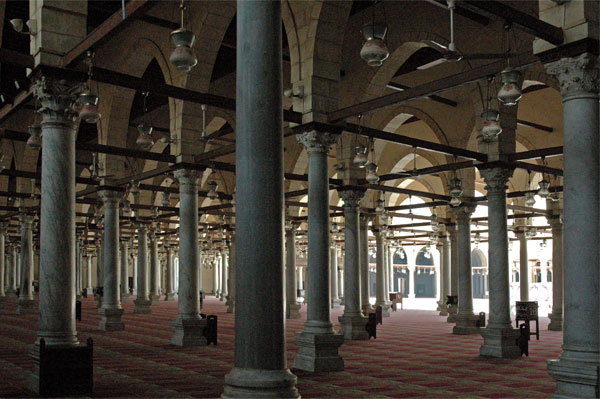
Sala d'oracions de la mesquita d'Amr.
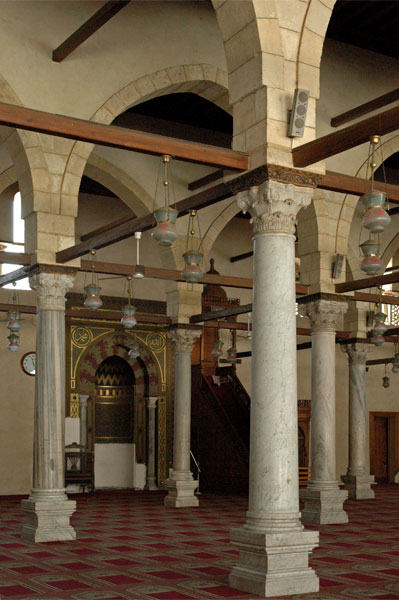
Sala d'oracions amb el mihrab al fons.
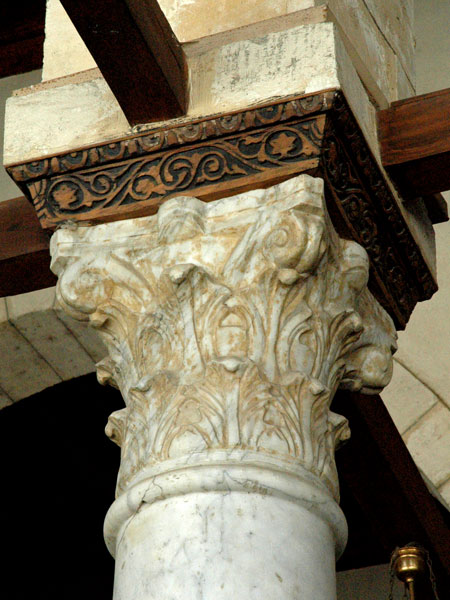
Capitell reaprofitat.

L'edifici primitiu era molt senzill: a més de ser de reduïdes dimensiones, no estava pavimentat i no tenia minaret ni mihrab. Hom suposa que era de tova. Aquella construcció va servir fins que va quedar petita, i el 673 es va derruir per aixecar-ne una de nova, més gran, amb quatre minarets i un pati obert.
Més endavant, es va ampliar i modificar en èpoques diverses, notablement en el 827, quan s'hi va incorporar la casa d'Amr, on havia estat enterrat el seu fill, tomba que encara es conserva; llavors és quan va prendre la configuració actual. Reformada de nou en el 1016, sota al-Hàkim bi-amr-Al·lah i altra vegada el 1168. El terratrèmol del 1303 va afectar l'edifici i es va haver de restaurar. En el segle XX es van fer les darreres restauracions.
En època fatimita, disposava de cinc minarets; ara només en té dos, aixecats, o refets, en el 1800.

Actualment, presenta una planta irregular, sensiblement romboïdal, amb un pati central. La sala d'oracions principal, la de l'alquibla, té set naus, igual que la del fons, on hi ha l'entrada principal. Al lateral esquerre, hi ha una sala amb vuit naus paral·leles a les anteriors i una de perpendicular, a tocar del pati. Al lateral dret, té cinc naus més, totes perpendiculars a l'alquibla.